# Vít z Montfortu (1220)
Vít z Montfortu (konec 12. století - 1220, Castelnaudry) byl hrabě z Bigorre, syn Simona IV. z Montfortu a Alix z Montmorency a účastník křížové výpravy proti albigenským.

## Život
Vít se v písemných pramenech poprvé objevil roku 1199 na donační listině pro leprosárium v Grand-Beaulieu nedaleko Chartres. Spolu s otcem a bratrem Amaurym se připojil k kruciátě proti jihofrancouzským katarům. 6. listopadu 1216 se po anulaci nevěstina předchozího manželství stal třetím manželem zřejmě o něco starší Petronily, hraběnky z Bigorre, dcery Bernarda z Comminges a vdovy po Gastonovi z Béarn.
Roku 1218 obléhal Toulouse, kde byl kamenem z praku zabit jeho otec a Amaury byl těžce poraněn kuší hraběte z Comminges. Vít byl zabit v roce 1220 při obléhání Castelnaudary a byl pohřben v klášteře Haute-Bruyère. Zanechal po sobě dvě dcery.